# أنشون
أنشون (بالصينية: 安顺市) هي مدينة من مدن الصين. يبلغ عدد سكانها 2,297,339 نسمة حسب إحصائيات سنة 2010. يبلغ ارتفاع المدينة عن سطح البحر قرابة 1380 متر. تبلغ مساحتها 9269 كم².

## المناخ
يظهر الجدول التالي التغييرات المناخية على مدار السنة لأنشون:
| البيانات المناخية لـأنشون                               | البيانات المناخية لـأنشون | البيانات المناخية لـأنشون | البيانات المناخية لـأنشون | البيانات المناخية لـأنشون | البيانات المناخية لـأنشون | البيانات المناخية لـأنشون | البيانات المناخية لـأنشون | البيانات المناخية لـأنشون | البيانات المناخية لـأنشون | البيانات المناخية لـأنشون | البيانات المناخية لـأنشون | البيانات المناخية لـأنشون | البيانات المناخية لـأنشون |
| الشهر                                                   | يناير                     | فبراير                    | مارس                      | أبريل                     | مايو                      | يونيو                     | يوليو                     | أغسطس                     | سبتمبر                    | أكتوبر                    | نوفمبر                    | ديسمبر                    | المعدل السنوي             |
| ------------------------------------------------------- | ------------------------- | ------------------------- | ------------------------- | ------------------------- | ------------------------- | ------------------------- | ------------------------- | ------------------------- | ------------------------- | ------------------------- | ------------------------- | ------------------------- | ------------------------- |
| الدرجة القصوى °م (°ف)                                   | 21.9 (71.4)               | 26.1 (79.0)               | 31.8 (89.2)               | 32.2 (90.0)               | 33.4 (92.1)               | 31.0 (87.8)               | 32.4 (90.3)               | 32.5 (90.5)               | 31.7 (89.1)               | 27.7 (81.9)               | 24.0 (75.2)               | 22.3 (72.1)               | 33.4 (92.1)               |
| متوسط درجة الحرارة الكبرى °م (°ف)                       | 7.8 (46.0)                | 9.4 (48.9)                | 14.8 (58.6)               | 19.7 (67.5)               | 22.8 (73.0)               | 24.5 (76.1)               | 26.0 (78.8)               | 26.4 (79.5)               | 23.4 (74.1)               | 18.6 (65.5)               | 14.7 (58.5)               | 10.3 (50.5)               | 18.2 (64.8)               |
| المتوسط اليومي °م (°ف)                                  | 4.5 (40.1)                | 5.8 (42.4)                | 10.2 (50.4)               | 15.0 (59.0)               | 18.4 (65.1)               | 20.7 (69.3)               | 22.0 (71.6)               | 22.0 (71.6)               | 19.2 (66.6)               | 15.1 (59.2)               | 11.1 (52.0)               | 6.6 (43.9)                | 14.2 (57.6)               |
| متوسط درجة الحرارة الصغرى °م (°ف)                       | 2.4 (36.3)                | 3.4 (38.1)                | 7.1 (44.8)                | 11.8 (53.2)               | 15.1 (59.2)               | 18.0 (64.4)               | 19.4 (66.9)               | 18.9 (66.0)               | 16.2 (61.2)               | 12.7 (54.9)               | 8.5 (47.3)                | 4.0 (39.2)                | 11.5 (52.6)               |
| أدنى درجة حرارة °م (°ف)                                 | −5.2 (22.6)               | −4.8 (23.4)               | −5.9 (21.4)               | 1.3 (34.3)                | 6.7 (44.1)                | 11.1 (52.0)               | 10.7 (51.3)               | 13.6 (56.5)               | 8.5 (47.3)                | 3.7 (38.7)                | −2.4 (27.7)               | −5.7 (21.7)               | −5.9 (21.4)               |
| الهطول مم (إنش)                                         | 21.1 (0.83)               | 25.8 (1.02)               | 31.2 (1.23)               | 70.1 (2.76)               | 186.2 (7.33)              | 280.4 (11.04)             | 242.2 (9.54)              | 179.5 (7.07)              | 107.8 (4.24)              | 91.1 (3.59)               | 40.0 (1.57)               | 17.6 (0.69)               | 1٬293 (50.91)             |
| متوسط الرطوبة النسبية (%)                               | 84                        | 84                        | 79                        | 77                        | 77                        | 80                        | 81                        | 78                        | 78                        | 81                        | 81                        | 80                        | 80                        |
| المصدر #1: China Meteorological Data Service Center     |                           |                           |                           |                           |                           |                           |                           |                           |                           |                           |                           |                           |                           |
| المصدر #2: Weather China (precipitation days 1971-2000) |                           |                           |                           |                           |                           |                           |                           |                           |                           |                           |                           |                           |                           |